# Tripterygion delaisi
Tripterygion delaisi е вид бодлоперка от семейство Tripterygiidae. Видът не е застрашен от изчезване.

## Разпространение и местообитание
Разпространен е в Албания, Алжир, Великобритания, Гибралтар, Гърнси, Гърция, Джърси, Израел, Испания, Италия, Кипър, Ливан, Мароко, Монако, Португалия, Сирия, Словения, Турция, Франция, Хърватия и Черна гора.
Обитава крайбрежията и скалистите дъна на океани и морета. Среща се на дълбочина от 3 до 16 m, при температура на водата от 18,4 до 18,6 °C и соленост 36,1 ‰.

## Описание
На дължина достигат до 8,9 cm.